# Luíz Eugênio Pérez
Luíz Eugênio Pérez, né le 5 mai 1928 à Orlândia  , et mort le 14 novembre 2012 à Ribeirão Preto   au Brésil, est un prélat catholique brésilien.

## Biographie
Luíz Eugênio Pérez est ordonné prêtre en 1954. En 1970, il est nommé évêque    de Jales et en 1981 de Jaboticabal. Pérez prend sa retraite en 2003

## Sources
- Catholic hierarchy